# Camilo Reyes Silva
Bryan Camilo Reyes Silva (Cúcuta, Colombia, 17 de agosto de 1999), conocido como Camilo Reyes, es un futbolista colombiano.

## Trayectoria
Camilo Reyes Silva surgió en las divisiones inferiores del Cúcuta Deportivo de Colombia.
En una gira por Argentina, fue visto por los dirigentes de Audax Italiano, quienes lo tuvieron a prueba durante 15 días en Santiago. Finalmente se quedó formando parte del club.
Debutó por la filial de Audax Italiano "B", donde destacó bastante durante las fechas de los equipos filiales, siendo fundamental en el 2.º lugar de su equipo, en las filiales de la Segunda División de Chile. Entre 2013 y 2014 formó parte del primer equipo de Audax Italiano, donde fue citado en la 2.ª fecha del Torneo Transición 2013 de Chile contra la Universidad de Chile, partido en el que finalmente no ingresó. Pero sí pudo debutar en la fecha siguiente ante San Marcos de Arica, donde su equipo empató a 1 gol contra los ariqueños.

## Clubes
| Club                   | País           | Año         |
| ---------------------- | -------------- | ----------- |
| Audax Italiano "B"     | Chile          | 2012        |
| Audax Italiano         | Chile          | 2013 - 2014 |
| San Luis               | Chile          | 2014 - 2015 |
| Audax Italiano         | Chile          | 2015 - 2018 |
| San Antonio FC         | Estados Unidos | 2018 - 2019 |
| Equidad Club Deportivo | Colombia       | 2019 - 2020 |